# パパはニューギニア
『パパはニューギニア』は、高野聖ーナによる日本の漫画。小学館の『ビッグコミックスピリッツ』にて1994年2月7日号から1998年3月9日号まで連載された。単行本は全2巻（小学館）。

## 概要・内容
独特のセンスと作画で描かれたショートコント的な漫画で、いわゆる4コマ漫画とは異なるが、ひとつのコントは3 - 4コマで描き切られている。強いて分類するならばギャグ漫画とするのが妥当であろうが、コントは総じてシュールで不可解、駄洒落を多用、エログロナンセンスなものとなっており、読者によっては不快感を覚えることもありうる。雑誌連載時には掲載ページの左右のスペースに作者自身の手によると思われる本編とは直接に関係ない文章（私信や近況など）が殴り書きされているなど、僅か数ページの連載ながら非常に混沌とした独自色を構築していた。この殴り書きによれば、諸般の事情により急遽抜擢され連載が開始されたものの、連載中は読者からは総じて不評であったらしい。二色ページでの連載だったため、また作者の元々からの画風のため、ほとんどスクリーントーンは使用されていない。
また単行本化においても独自色を前面に出し、1巻と2巻では本のサイズが異なる上に、特に1巻では表紙が乱丁したような造りになっている。前述した掲載ページ左右の殴り書きも1巻でのみ不完全ながら収録されている。
特定の主人公やメインキャラといったものは存在せず、ほぼ全てのコントが単発の内容となっている。「ジュン」と呼ばれる奇妙な格好をした青年や「悪の軍団の中間管理職であるらしい目玉の怪人」「ライト兄弟」などが数話に登場したが、特にレギュラーと呼べるほど連続して登場したわけではない。他、宇宙人や様々なクリーチャー、家電製品などと一体化した怪人物（擬人化ではない）が多く登場した。